# Lorca Deportiva

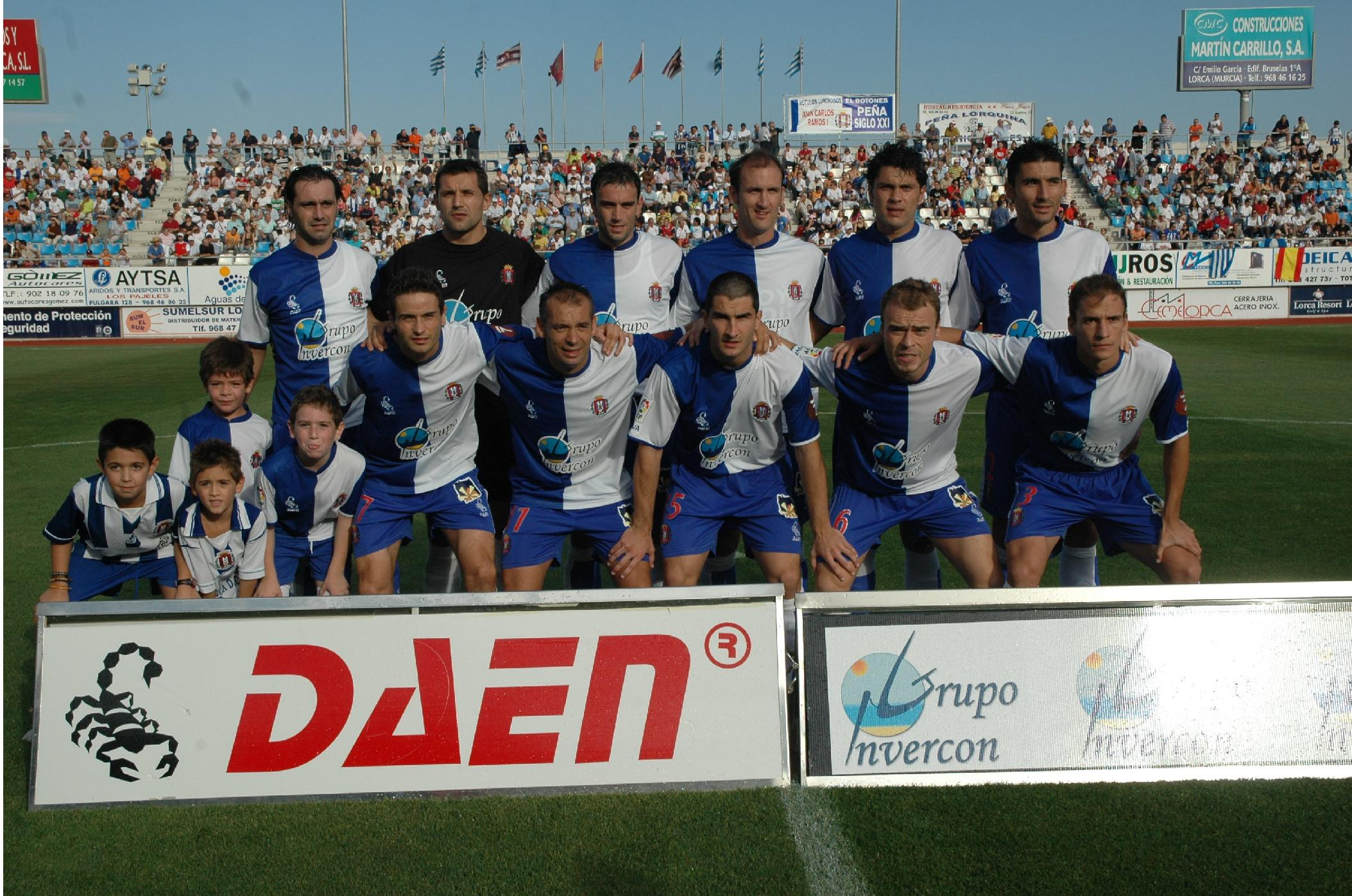
Lagfoto.

Lorca Deportiva var en spansk fotbollsklubb från Lorca. Klubben grundades 2002 och lades ner 2015 efter att ha varit inaktiv sedan 2010. Hemmamatcherna spelades på Estadio Francisco Artés Carrasco.